# Victorine Eudes
Pour les articles homonymes, voir Eudes.
Victorine Eudes, née le 18 octobre 1848 à Roye, et morte le 2 juin 1881 à Paris (7e arrondissement) est une militante républicaine qui fut communarde pendant la Commune de Paris en 1871. Elle est surnommée « la générale Eudes » en raison du rôle de son mari Émile Eudes pendant la Commune.

## Biographie
Eudes fut élève et assistante maîtresse de Louise Michel,. Elle passe avec succès des examens de laborantine et travaille dans une pharmacie boulevard de Magenta.

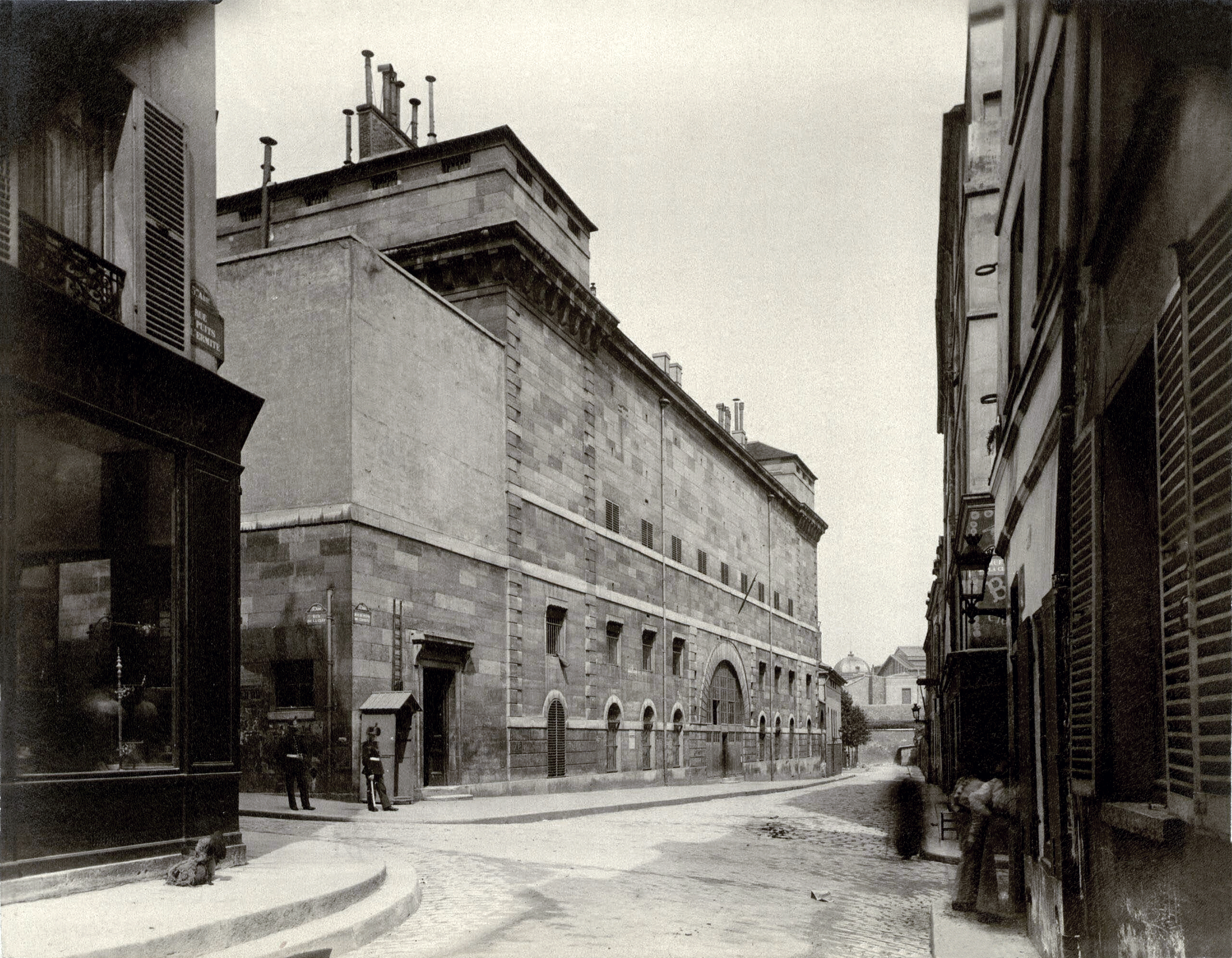
Façade de la prison Sainte-Pélagie à Paris, (Atget,1898). C'est en chemin pour visiter son mari Émile Eudes qu'elle retrouva Louise Michel.

Elle rencontre le blanquiste Émile Eudes alors qu'il était étudiant en pharmacie dans le faubourg Saint-Antoine. Ils se marièrent en dépit de la réticence maternelle. Leur première fille, Jeanne-Lucie, naît en 1868.
Son mari prit part, avec August Blanqui, à l'attaque le 14 août 1870 sur un dépôt d'armes dans une caserne de pompiers du quartier de la Villette. Il fut fait prisonnier à la prison Sainte-Pélagie. Au cours du voyage pour aller visiter son mari, elle croise à nouveau le chemin de Louise Michel qui s'y dirige dans le même but. Elle deviennent amies par la suite. C'est durant l'instruction du procès de son mari qu'Eudes refuse de dénoncer Blanqui, cerveau de l'attaque.
Eudes s'occupa de l'administration de la guerre pendant la Commune de Paris. Elle participe également à la défense de Paris contre les versaillais sur les barricades du fort d'Issy en compagnie de Louise Michel et de Malvina Poulain.
Louis Barron dans ses souvenirs affirme qu'elle était aussi la maîtresse du comte de Beaufort, officier d'état-major communard bien que cela semble avoir été une calomnie des versaillais pour nuire à sa réputation.
Son mari échappe de justesse à la répression versaillaise parvient à s'enfuir en Suisse. Elle le rejoint avec le reste de la famille, déguisée en paysanne, ses cheveux blonds brunis,,. La famille se réfugie ensuite à Londres en septembre 1871 où elle devient couturière afin de subvenir aux besoins de sa famille. Émile Eudes est condamné à mort par contumace le 2 août 1872, la famille ne peut retourner en France. Sa 2e fille Blanche naît à Camden Town le 16 novembre 1872
. Pour une vie meilleure, son mari gagne Édimbourg et devient professeur de français à l’école royale navale de Yarmouth, institution réservée à l'élite de la jeunesse aristocratique britannique. Émile et Hélène y naîtront en 1875 et 1876 respectivement.
Après l'amnistie du 3 mars 1879, la famille rentre à Paris.
Henri Rochefort fut le tuteur de ses quatre enfants au décès de son époux en 1888. Jeanne-Lucie se maria avec le blanquiste Adrien Farjat.